# Фролищі
Фролищі (рос. Фролищи) — робітниче селище в Володарському районі Нижньогородської області Російської Федерації.
Населення становить 1360 осіб. Входить до складу муніципального утворення робітниче селище Фролищі.

## Історія
Від 2009 року входить до складу муніципального утворення робітниче селище Фролищі.

## Населення
| 1859  | 1905  | 1926  | 1959  | 1970  | 1979  | 1989  |
| ----- | ----- | ----- | ----- | ----- | ----- | ----- |
| 200   | ↘80   | ↗236  | ↗2992 | ↘2951 | ↘2507 | ↘2046 |
| 1999  | 2002  | 2008  | 2009  | 2010  | 2011  | 2012  |
| ↗2240 | ↘1687 | ↘1477 | ↘1421 | ↗1644 | ↘1637 | ↘1622 |
| 2013  | 2014  | 2015  | 2016  | 2017  |       |       |
| ↘1552 | ↘1509 | ↘1485 | ↘1464 | ↘1449 |       |       |